# Ceratothoa capri
Ceratothoa capri är en kräftdjursart som först beskrevs av Jean-Paul Trilles 1964.  Ceratothoa capri ingår i släktet Ceratothoa och familjen Cymothoidae. Inga underarter finns listade i Catalogue of Life.